# چ
چ（チェー）は、ペルシア文字の7番目の文字で、無声後部歯茎破擦音 /tʃ/ を表す。ラテン・アルファベットでは通常 č、または単に c と翻字される。
アラビア文字に /tʃ/ の音の字がないため、対応する有声音 /dʒ/ を表す ج を変形して新たに作られた文字である。
ペルシア文字だけでなく、アラビア語イラク方言のアラビア文字、ウルドゥー文字、オスマン語のアラビア文字、シンド語の文字、パシュトー語の文字、ジャウィ文字など、さまざまな文字体系で使われる。

## č の音を表す他のアラビア・ペルシア系文字
ハウサ語では、ث で č を表す。

## 符号位置
| 文字 | Unicode | JIS X 0213 | 文字参照        | 説明                             |
| ---- | ------- | ---------- | --------------- | -------------------------------- |
| څ    | U+0685  | ‐          | &#x685; &#1669; | パシュトー語の ts                |
| چ    | U+0686  | ‐          | &#x686; &#1670; | ペルシア文字の č                 |
| ڇ    | U+0687  | ‐          | &#x687; &#1671; | シンド語の ch、コワール語の /tʂ/ |
| ڿ    | U+06BF  | ‐          | &#x6BF; &#1727; |                                  |